# مقاطعة وينيباغو (إلينوي)
مقاطعة وينيباغو (بالإنجليزية: Winnebago County)‏ هي إحدى المقاطعات في ولاية إلينوي في الولايات المتحدة الأمريكية.